# Stanislaus Leszczyński
Stanisłaus Bogusław Leszczyński (Lemberg, 20 oktober 1677 – Lunéville, Lotharingen, 23 februari 1766) was koning van Polen en hertog van Lotharingen en van Bar. Hij stamde uit een oude Poolse, adellijke familie. Stanislaus was geïnteresseerd in kunst en wetenschap, was bereisd en sprak diverse talen.

## Biografie
In 1698 trouwde Stanislaus met Catharina Opalińska in Krakau. In 1699 werd hun eerste dochter Anna geboren die overleed in 1717; in 1703 kwam hun tweede dochter Maria ter wereld.
Stanislaus werd tijdens de Grote Noordse Oorlog tussen 1705-1709 door Karel XII van Zweden als tegenkoning benoemd van Polen-Litouwen. Toen Peter de Grote in 1709 het Zweedse leger versloeg, keerde August de Sterke terug als koning van Polen. Stanislaus trok naar Stockholm, en reisde nadien zijn beschermheer achterna die in Tighina bij Ahmed III zijn toevlucht had gezocht. In 1714 verkreeg Stanislaus het bestuur over het vorstendom Zweibrücken in de Palts, waar Karel XII in feite, als lid van de familie Wittelsbach, over regeerde.
Na de dood van Karel XII ging Stanislaus naar Wissembourg in de Elzas. Filips van Orléans gaf hem toestemming zich in Frankrijk te vestigen en bezorgde hem een annuïteit of erfrente (Rentes constituées). Door bemiddeling kwam een huwelijk tot stand van Maria Leszczyńska, zijn enige overgebleven dochter, met de Franse koning Lodewijk XV, die zeven jaar jonger was. Van 1725 tot 1733 woonde Stanislaus in het kasteel van Chambord, en kreeg een kleinere residentie in Meudon, zodat hij haar regelmatig kon bezoeken.
Toen later Madame de Pompadour in 1745 de favoriete maîtresse van de koning werd, bekoelden de betrekkingen met zijn schoonzoon.

### Opnieuw koning in Polen
Door het stelsel van de koningskeur beleefde Polen iedere keer na het overlijden van zijn staatshoofd een ernstige crisis. Toen August de Sterke stierf, spoedde Stanislaus zich naar Warschau. In 1733 werd hij voor de tweede keer gekozen als koning van Polen.
August, de keurvorst van Saksen had echter sterkere troeven in handen: Rusland, dat steeds de overleden koning August de Sterke had gesteund, was op zijn hand. Hoe Stanislaus ook zijn best deed zijn dochter te overreden om haar invloed aan te wenden, toch kreeg hij van Frankrijk onvoldoende steun. Zweden, dat Stanislaus eerder op de troon had geholpen, was tot een tweederangs mogendheid gedegradeerd. Een en ander resulteerde in de Poolse Successieoorlog.
Een Russisch leger trok in 1735 de grens over en een slecht bezochte Poolse Landdag bewerkstelligde de verkiezing van August III. Stanislaus vluchtte naar Danzig en moest vandaar in vermomming opnieuw de wijk nemen, toen de stad zich na een langdurig beleg aan de Russen overgaf. Stanislaus trok naar Koningsbergen en sloot vriendschap met de Pruisische troonopvolger, Frederik de Grote, die aasde op Silezië.
Korte tijd later ontving Leszczyński onverwacht een troostprijs. Als deel van de onderhandelingen over de Poolse Successieoorlog huwde Frans III, regerend hertog van Lotharingen, met Maria Theresia, en werd Frans door zijn nieuwe schoonvader, keizer Karel VI, verplicht zijn hertogdom Lotharingen te ruilen tegen het hertogdom Toscane, waar in 1737 Gian Gastone de' Medici de laatste vorst uit het geslacht der Medicis was gestorven. Bij het Verdrag van Wenen (1738) werd toegestaan dat Stanislaus de titel koning mocht blijven voeren en dat hij Lotharingen en Bar kreeg, met de bepaling dat het gebied na zijn dood aan Frankrijk zou toevallen.

### Hertog van Lotharingen

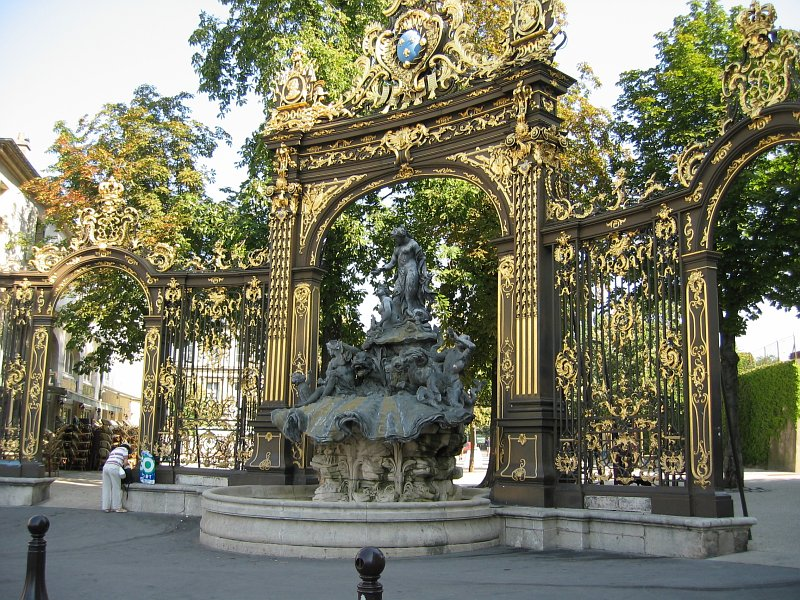
De bronnen van Neptunus, Place Stanislas in Nancy

De nieuwe hertog werd koel onthaald door de bevolking. Na zijn aankomst moest hij bij de familie Craon logeren, omdat de vorige hertog alle meubels uit zijn kastelen meegenomen had. In 1738 verkocht hij zijn Poolse bezittingen, waaronder het kasteel in Rydzyna. De rest van zijn leven besteedde hij in dienst van zijn nieuwe vorstendom.
Hij regeerde slechts in schijn: door een geheim verdrag (Verklaring van Meudon), diende hij de regering over te laten aan een Franse intendant, die de titel van Kanselier voerde. De kanselier werd spoedig gehaat: hij voerde een hardvochtig integratiebeleid, met het oog op de absorptie van Lotharingen door Frankrijk. Ondertussen drukte Stanislaus, ondanks zijn politieke, financiële en militaire bevoogding, zijn stempel op Lotharingen door mecenaat, verfraaiingen, en een sociale politiek van hospitalen, armenhulp, bibliotheken. In Nancy liet hij door zijn architect Emmanuel Héré de Place Stanislas (toen nog Place Royale) aanleggen. Het hof te Lunéville werd het trefpunt van allerlei letterkundigen, onder andere Voltaire, die vanwege doofheid en kiespijn baden kwam nemen, en Charles Montesquieu. Stanislaus was geïnteresseerd in boeken en sprookjes. Hij had een beroemde bibliotheek, die hij openstelde voor publiek. Hij bezocht Isaac de Pinto en diens vader in Amsterdam. Stanislaus bestreed Jean-Jacques Rousseau, maar was verrukt van zijn Julie, dat in 1760 verscheen. Verder ging zijn belangstelling uit naar de Rococo bouwkunst, chinoiserie, smeedwerk en porselein. Frederik de Grote liet zich door Emmanuel Héré, de architect van Stanislaus, inspireren bij de bouw van zijn Chinese paviljoen in Potsdam. Uit de 130 brieven die hij in zijn laatste jaren naar zijn dochter had geschreven, komt hij naar voren als een zachtaardig man, politieke kwesties werden nauwelijks aangeroerd. Stanislaus stierf toen zijn kleren in brand geraakten bij het haardvuur.

## Trivia
- De Franse schrijver Alfred Jarry liet zich in zijn toneelstuk Ubu roi inspireren door de levensloop van Stanislaus (Vencislaus in het toneelstuk). Ook Ubu wordt nog korte tijd koning van Polen.

## Voorouders
| Betovergrootouders                         | Andrzej Leszczyński (1559-1606) ∞ Anna Firlej (1560-1588)              | Stanisław Radzymiński (1560-1591) ∞ Prinses Teodora Felicja Sanguszko (1564-1598) | Gerhard V von Dönhoff (1554-1598) ∞ Margarethe von Zweiffeln (1555-1622)        | Aleksander Koniecpolski (1550-1609) ∞ Anna Koniecpolski (1570-1615)             | Maciej Jabłonowski (1569–1619) ∞ Katarzyna Kłomicka (1579-1621)         | Jan Ostroróg (1561-1622) ∞ Zofia Zasławska (1583-1626)                  | Marcin Kazanowski (1563-1636) ∞ Katarzyna Korycińska (1578-?)           | Stefan Potocki (1568-1631) ∞ Maria Amalia Firlej (1591-1638)            |
| Overgootouders                             | Rafał II Leszczyński (1579-1636) ∞ Anna Radzymińska (1586-1635)        | Rafał II Leszczyński (1579-1636) ∞ Anna Radzymińska (1586-1635)                   | Fürst Kasper von Denhoff (1587–1645) ∞ Anna Aleksandra Koniecpolska (1598-1651) | Fürst Kasper von Denhoff (1587–1645) ∞ Anna Aleksandra Koniecpolska (1598-1651) | Jan Stanisław Jabłonowski (1600-1647) ∞ Anna Jabłonowska (1610-1648)    | Jan Stanisław Jabłonowski (1600-1647) ∞ Anna Jabłonowska (1610-1648)    | Dominik Aleksander Kazanowski (1605-1648) ∞ Anna Potocka (1615-1690)    | Dominik Aleksander Kazanowski (1605-1648) ∞ Anna Potocka (1615-1690)    |
| Grootouders                                | Bogusław Leszczyński (1612-1659) ∞ Anna Gräfin Denhoff(1620-1656)      | Bogusław Leszczyński (1612-1659) ∞ Anna Gräfin Denhoff(1620-1656)                 | Bogusław Leszczyński (1612-1659) ∞ Anna Gräfin Denhoff(1620-1656)               | Bogusław Leszczyński (1612-1659) ∞ Anna Gräfin Denhoff(1620-1656)               | Stanisław Jan Jabłonowski (1634-1702) ∞ Marianna Kazanowska (1643-1687) | Stanisław Jan Jabłonowski (1634-1702) ∞ Marianna Kazanowska (1643-1687) | Stanisław Jan Jabłonowski (1634-1702) ∞ Marianna Kazanowska (1643-1687) | Stanisław Jan Jabłonowski (1634-1702) ∞ Marianna Kazanowska (1643-1687) |
| Ouders                                     | Rafał Leszczyński (1650–1703) ∞ Anna Katarzyna Jabłonowska (1660–1727) | Rafał Leszczyński (1650–1703) ∞ Anna Katarzyna Jabłonowska (1660–1727)            | Rafał Leszczyński (1650–1703) ∞ Anna Katarzyna Jabłonowska (1660–1727)          | Rafał Leszczyński (1650–1703) ∞ Anna Katarzyna Jabłonowska (1660–1727)          | Rafał Leszczyński (1650–1703) ∞ Anna Katarzyna Jabłonowska (1660–1727)  | Rafał Leszczyński (1650–1703) ∞ Anna Katarzyna Jabłonowska (1660–1727)  | Rafał Leszczyński (1650–1703) ∞ Anna Katarzyna Jabłonowska (1660–1727)  | Rafał Leszczyński (1650–1703) ∞ Anna Katarzyna Jabłonowska (1660–1727)  |
| Stanisław Bogusław Leszczyński (1677-1766) |                                                                        |                                                                                   |                                                                                 |                                                                                 |                                                                         |                                                                         |                                                                         |                                                                         |

## Bron
- Googh, G.P. (1959) Lodewijk XV. Het verval van een monarchie.